# Marmur karraryjski

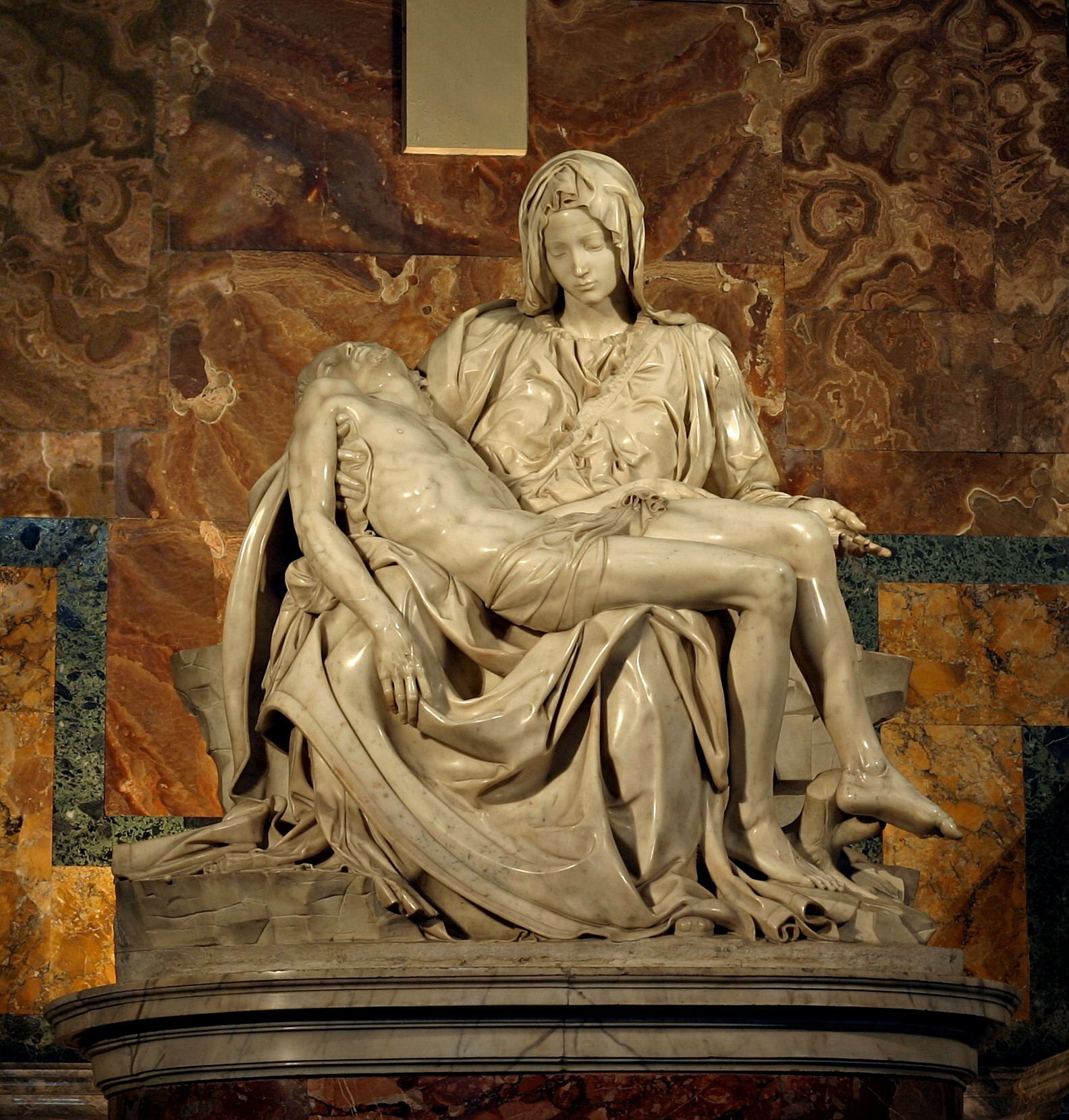
Pietà watykańska – dzieło wykonane w marmurze z Carrary

Marmur karraryjski (marmur kararyjski, karar) – szlachetna odmiana białego marmuru plamiście popielatego z harmonijnie rozmieszczonymi na białym tle żyłkami.
Protolitem był wapień jurajski, z którego w wyniku trzeciorzędowych procesów metamorficznych powstał marmur.

## Opis
Odmiana charakteryzuje się wysokim stopniem przekrystalizowania, wysoką (sięgającą do 90%) zawartością czystego węglanu wapnia oraz niską zawartością tlenku magnezu. Odmianę tworzą średnio i grubokrystaliczne białe marmury kalcytowe. Marmur karraryjski jest odmianą trwałą, względnie odporną na wietrzenie, o dużej wartości dekoracyjnej.
Nazwa „marmur karraryjski” pochodzi od miejscowości Carrara, w okolicy której występują jedne z największych złóż marmuru, z których ta odmiana jest wydobywana.
Stosowany głównie jako materiał rzeźbiarski oraz w budownictwie jako kamień dekoracyjny i okładzinowy. W marmurze karraryjskim tworzyli dzieła tacy rzeźbiarze jak Michał Anioł czy Giovanni Lorenzo Bernini. Z marmuru karraryjskiego Michał Anioł wyrzeźbił m.in. Pietę watykańską, Madonnę z Brugii oraz Nagrobek papieża Juliusza II. W Polsce jest wykonany z tego materiału m.in. nagrobek Zygmunta Krasińskiego w krypcie grobowej Krasińskich w podziemiach kościoła w Opinogórze. 